# КК Брозе Бамберг
КК Брозе Бамберг немачки је кошаркашки клуб из Бамберга. Тренутно се такмичи у Бундеслиги Немачке.

## Историја
Клуб је основан 1955. под именом КК Бамберг, а назив Брозе баскетс Бамберг носио је од 2006. до 2016. године да би данас назив био само Брозе Бамберг. У сезони 2004/05. први пут је освојио немачко првенство, а након тога био је првак још осам пута. Освојено је и шест националних купова, као и пет суперкупова.
На међународној сцени наступао је више пута у свим важнијим европским такмичењима — почев од Купа Радивоја Кораћа, преко Еврокупа, па до Евролиге. Највећим успехом сматра се пласман међу 16 најбољих екипа Евролиге у сезонама 2005/06. и 2012/13. Брозе баскетс је први тим из Немачке који је успео да се пласира у ову фазу такмичења.

## Успеси

### Национални
- Првенство Немачке:
  - Првак (9): 2005, 2007, 2010, 2011, 2012, 2013, 2015, 2016, 2017.
  - Вицепрвак (3): 1993, 2003, 2004.

- Куп Немачке:
  - Победник (6): 1992, 2010, 2011, 2012, 2017, 2019.
  - Финалиста (3): 2006, 2015, 2025.

- Суперкуп Немачке:
  - Победник (5): 2007, 2010, 2011, 2012, 2015.
  - Финалиста (1): 2013.

## Учинак у претходним сезонама
| Сез.     | Првенство Немачке | Куп Немачке   | Европско такмичење               |
| -------- | ----------------- | ------------- | -------------------------------- |
| 2004/05. | Првак             | —             | УЛЕБ куп — Топ 42                |
| 2005/06. | Полуфинале ПО     | Финалиста     | Евролига — Топ 16                |
| 2006/07. | Првак             | —             | УЛЕБ куп — Топ 24                |
| 2007/08. | Четвртфинале ПО   | —             | Евролига — Топ 24                |
| 2008/09. | Полуфинале ПО     | —             | Еврокуп — Топ 32                 |
| 2009/10. | Првак             | Победник      | Еврокуп — Топ 16                 |
| 2010/11. | Првак             | Победник      | Евролига — Топ 24                |
| 2011/12. | Првак             | Победник      | Евролига — Топ 24                |
| 2012/13. | Првак             | Четвртфинале  | Евролига — Топ 16                |
| 2013/14. | Четвртфинале ПО   | Полуфинале    | Евролига — Топ 24                |
| 2013/14. | Четвртфинале ПО   | Полуфинале    | Еврокуп — Топ 32                 |
| 2014/15. | Првак             | Финалиста     | Еврокуп — Осмина финала          |
| 2015/16. | Првак             | —             | Евролига — Топ 16                |
| 2016/17. | Првак             | Победник      | Евролига — 13. место             |
| 2017/18. | Полуфинале ПО     | Прва рунда    | Евролига — 12. место             |
| 2018/19. | Четвртфинале ПО   | Победник      | ФИБА Лига шампиона — 4. место    |
| 2019/20. | Четвртфинале ПО   | Полуфинале    | ФИБА Лига шампиона — Групна фаза |
| 2020/21. | Четвртфинале ПО   | Групна фаза   | ФИБА Лига шампиона — Топ 16      |
| 2021/22. | Четвртфинале ПО   | Осмина финала | ФИБА Лига шампиона — Топ 16      |
| 2022/23. | 11. место         | Осмина финала | ФИБА Куп Европе — Четвртфинале   |
| 2023/24. | 11. место         | Полуфинале    | —                                |
| 2024/25. | —                 | Финалиста     | —                                |

## Познатији играчи
- Елтон Браун
- Новица Величковић
- Никос Зисис
- Николо Мели
- Боштјан Нахбар
- Тибор Плајс
- Зак Рајт
- Алекс Ренфро
- Зоран Сретеновић
- Љубодраг Симоновић
- Маркус Слотер
- Јанис Стрелнијекс
- Диор Фишер
- Кајл Хајнс
- Штефен Хаман
- Мајк Цирбес
- Лука Штајгер
- Предраг Шупут

## Познатији тренери
- Андреа Тринкијери